# NTT西日本-中国アイティメイト
株式会社NTT西日本-中国アイティメイト（エヌティティにしにほん-ちゅうごくアイティメイト、英称：NTT WEST-CHUGOKU IT-MATEN）は、中国エリアにおいて、NTT西日本グループに対する人材派遣事業を行っていたNTT西日本-中国の100％出資の会社。
2013年10月1日、西日本電信電話（NTT西日本）の地域会社などとともにNTT西日本-東海へ吸収合併され、NTTビジネスソリューションズ株式会社となった。

## 概要
NTT西日本、NTT西日本-中国、NTT西日本-四国、NTT西日本-九州各社は、各地域エリアにおいて団塊の世代が大量退職（2007年問題）の時期が到来することから、各地域エリアにおける地域密着型の事業運営の安定的、継続的提供を行うため、IT技術に関する人材の早期育成・確保を行う必要があるとの認識に至った。この背景からNTT西日本グループが展開するソリューション分野におけるシステムエンジニアや、IP系サービスに関わる故障受付業務等を中心とした人材を派遣する新会社を設立する事となった。
上記の背景より、2007年（平成19年）3月にNTT西日本-中国の出資により当社が設立された。広島県、山口県、島根県、岡山県、鳥取県の5県を事業エリアとし、NTT西日本グループが展開するユーザシステム系営業部門のSE業務担当への人材派遣およびブロードバンドサービス等のIP系サービスフロント業務部門への人材派遣を事業とする。
組織は企画部、営業部。営業部はソリューション担当とサービスフロント担当に分かれる。営業部ソリューション担当は、派遣先において情報通信ネットワークシステムやコンピュータシステムに関わる、施工、保守、監理業務に従事する。営業部サービスフロント担当は、派遣先において、IP通信サービスに関わるコールセンタ受付業務、故障受付業務、問合せ対応業務に従事する。